# 尊勝仏頂

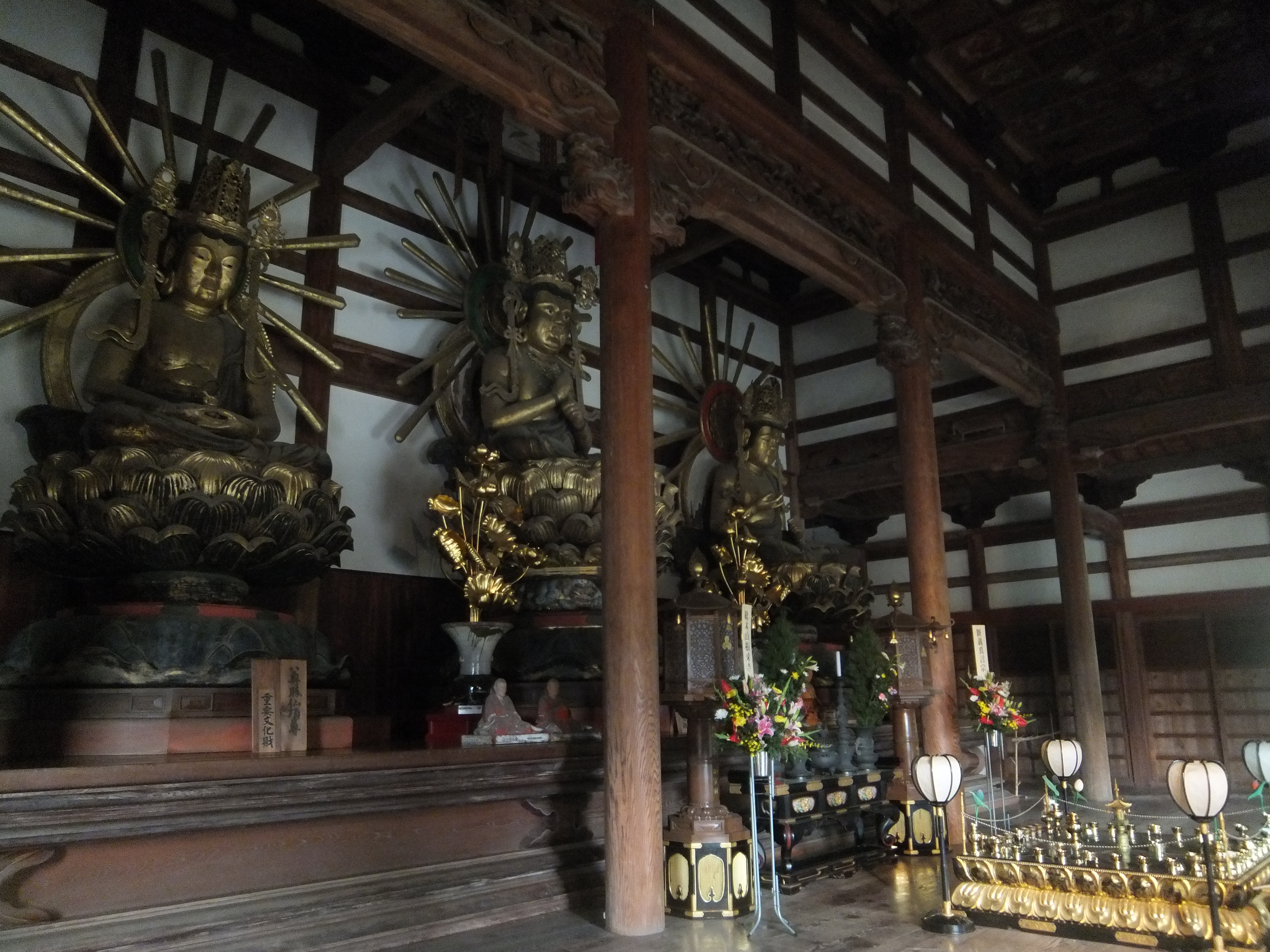
和歌山・根来寺大伝法堂 手前から尊勝仏頂、大日如来、金剛薩埵

尊勝仏頂（そんしょうぶっちょう、梵: उष्णीषविजया [Uṣṇīṣavijayā]、蔵: gtsug tor rnam rgyal ma)は、如来の肉髻（にっけい、頭頂部の椀状の盛り上がり）を神格化した仏の一種、仏頂尊の一尊である。諸仏を生み出す仏母であり尊勝仏頂仏母（そんしょうぶっちょうぶつも）とも。
三昧耶形は独杵鉤(独杵金剛杵をあしらった鉤)。種子はコロン(hrūṃ)。
その霊験を以て、あらゆる罪業、障害などを粉砕する様を表現したものである。ここから除障仏頂、捨除仏頂、摧破仏頂、摧砕仏頂などとも呼ばれる。その姿は、胎蔵界曼荼羅釈迦院では装身具を身に着けた菩薩形で、右手は中指と薬指を曲げて胸に当てる。左手は蓮華を持ち、その華の上に独杵鉤が乗っている。一方、尊勝仏頂曼荼羅では、菩薩形で両手を定印の印相にし、その上に独杵鉤の乗った蓮華を持つ。

## 日本における仏頂尊勝陀羅尼
尊勝仏頂に捧げられた陀羅尼として「仏頂尊勝陀羅尼」が知られる。これは、唱える事によって滅罪、生善、息災延命などの利益が得られるとして日本でも古くから知られ、多くの霊験談が残されている。特に百鬼夜行に巻き込まれた場合、この陀羅尼を唱えたり書き記した護符を身につけることによって難を逃れるとされ、『今昔物語集』などにその様子が記されている。
- 『今昔物語集』「尊勝陀羅尼の験力によりて鬼の難を遁るる事」（巻14の42）において、身に着けていた陀羅尼によって百鬼夜行を避けることができたとされる。
- 『江談抄』三の三十八「小野篁并高藤卿遇百鬼夜行事（小野篁ならびに高藤卿、百鬼夜行に遇う事）」において、小野篁が藤原高藤を意図的に百鬼夜行に遭遇させた折、高藤本人は知らなかったが、その衣服に縫い込まれた尊勝陀羅尼によってこれを退けた伝説が語られている[1]。
- 『付喪神絵巻』において陀羅尼によって妖物どもの行列が駆逐される描写が見られる[2]。

## 尊勝仏頂仏母陀羅尼
【慣用音】
ナウボバギャバテイ・タレイロキャ・ハラチビシシュダヤ・ボウダヤ･バギャバテイ。タニャタ・オン・ビシュダヤ・ビシュダヤ・サマサマサンマンタ・ババシャソハランダギャチギャガナウ・ソハバンバ・ビシュデイ。アビシンシャトマン・ソギャタバラバシャナウ・アミリタ・ビセイケイマカマンダラハダイ・アカラアカラ。アユサンダラニ・シュダヤシュダヤ・ギャギャナウビシュデイ・ウシュニシャビジャヤ・ビシュデイ・サカサラアラシメイ・サンソジテイ・サラバタターギャタ・バロキャニ・サタハラミタハリホラニ・サラバタターギャタ・キリダヤ・ジシュタナウ・ジシュチタ・マカボダレイ・バザラキャヤ・ソウカ・タナウ・ビシュデイ・サラババラダ・バヤドラギャチ・ハリビシュデイ。バラチニバラタヤ・アヨクシュデイ・サンマヤ・ジシュチテイ・マニマニマカマニ。タタータボタクチ・ハリシュデイ・ビソホタ・ボウジシュデイ・シャヤシャ・ビジャヤビジャヤ・サンマラサンマラ。サラバボダ・ジシュチタシュデイ・バジリバザラギャラベイ・バザランババトママ・シャリラン・サラバサトバンナン・シャ・キャラハリビシュデイ。サラバギャチハリシュデイ・サラバタターギャタシッシャメイ・サマジンバサエンド・サラバタターギャタ・サマジンバサ・ジシュチテイ・ボウジヤ・ボウジヤ・ビボウジヤ・ビボウジヤ・ボウダヤ・ボウダヤ・ビボウダヤ・ビボウダヤ・サンマンダ・ハリシュデイ・サラバタターギャタ・キリダヤ・ジシュタナウ・ジシュチタ・マカボダレイ。ソワカ。
【梵文】
Namo bhagavate trailokya-prativisishtaaya buddhaaya bhagavate, tad-yathaa om visodhaya visodhaya samaasama-samantavabhaasa-spharana-gati-gahana-svabhaava-visuddhe, 'bhishincatu maam, sugatavara-vacanamritabhishekair mahaa-mantrapadair aahara aahara, aayuhsamdhaarani, sodhaya sodhaya, gagana-visuddhe ushniisha-vijaya-vishuddhe, sahasra-rasmi-samcodite sarva-tathaagatavalokani shat-paaramitaaparipuurani, sarva-tathaagata-hridayadhishtaanadhishthite, mahaamudre, vajra-kaaya-samhaatana-visuddhe, sarvavarana-bhaya-durgati-parivisuddhe, pratinivartaya aayuh-suddhe samayadhishthite, mani mani mahaamani, tathaataa-bhuuta-koti-parisuddhe, visphuta-buddhi-suddhe, jaya jaya, vijaya vijaya, smara smara, sarva-buddhadhishthaana-suddhe, vajri, vajragarbhe vajram bhavatu mama sariiram sarva-sattvaanaam ca, kaaya-parivisuddhe, sarva-gatii-parisuddhe sarva-tathaagataas ca me samaasvaasayantu, sarva-tathaagata-samaasvaasadhishthite, budhya budhya, vibudhya vibudhya, bodhaya bodhaya, vibodhaya vibodhaya, samanta-parisuddhe, sarva-tathaagata-hridayadhishthaanadhishthita-mahaamudre, svaha.
短呪[心呪]
オン ボロン ソワカ オン アミリタ アユダディ ソワカ
Oṃ bhrūṃ svāhā. Oṃ amṛta āyur-datte svāhā.